# Theater Neu-Ulm

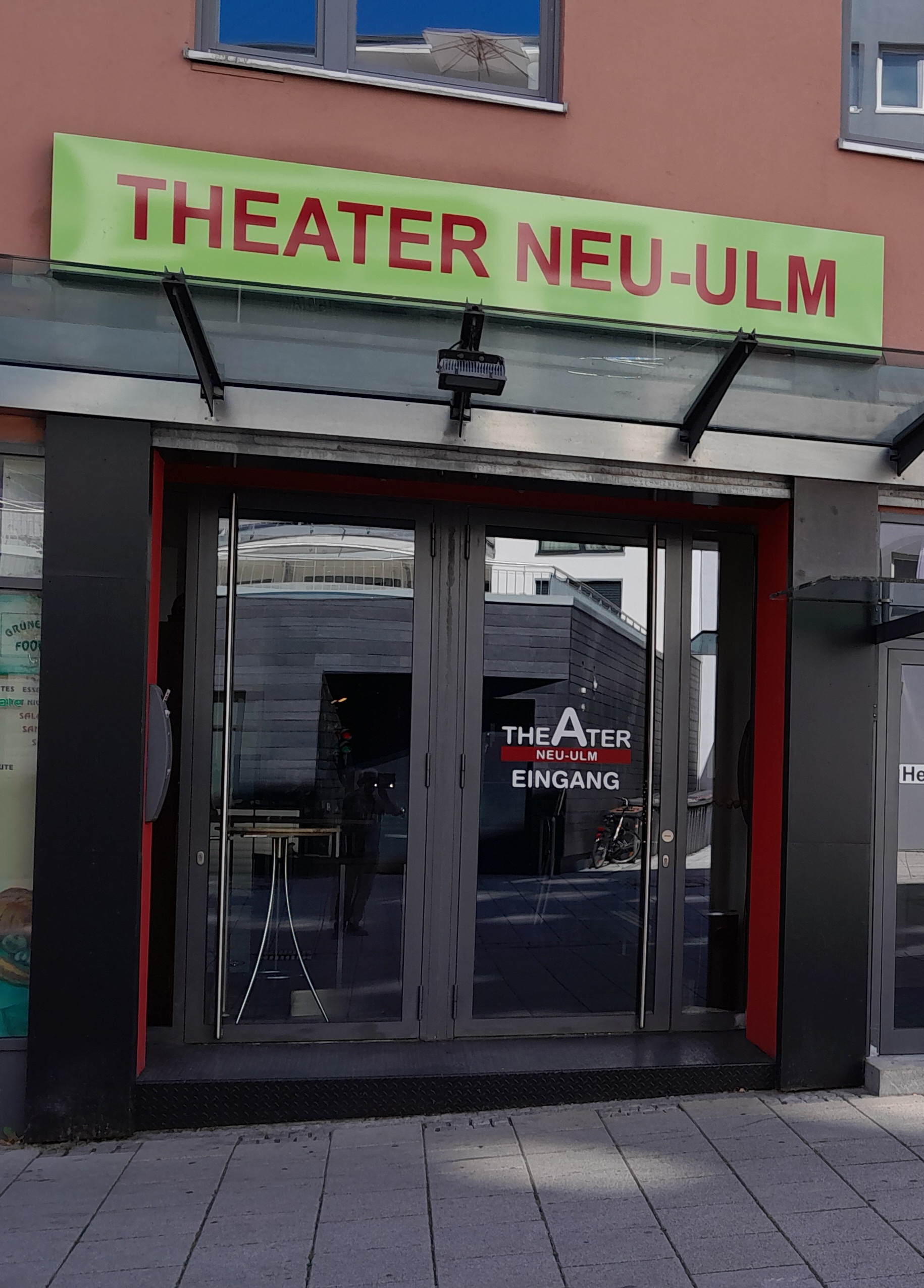
Theater Neu-Ulm, Der Eingang nach update am 12. August 2022

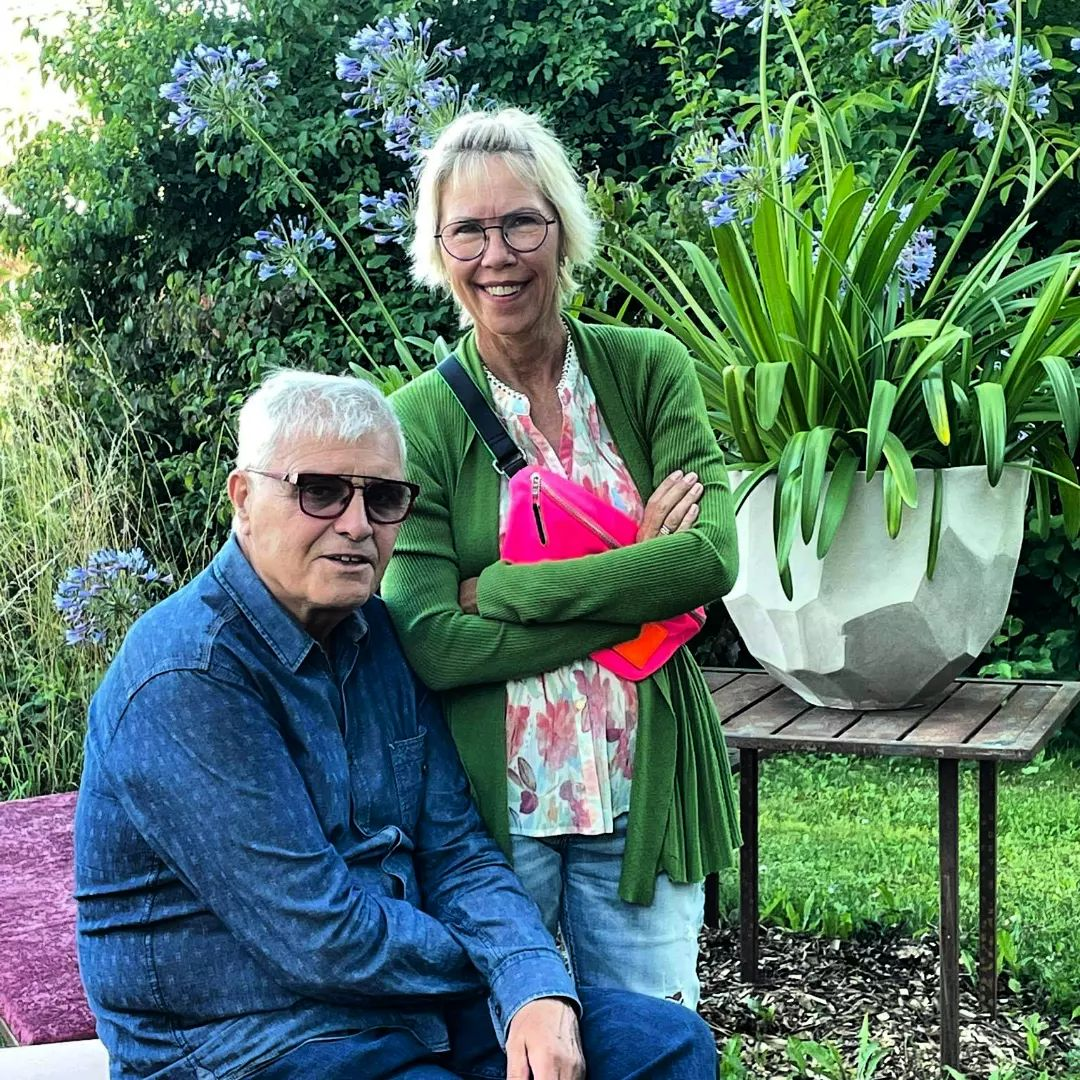
Das Theatermacher-Duo „Riese & Ko“ (im Sommer 2022)

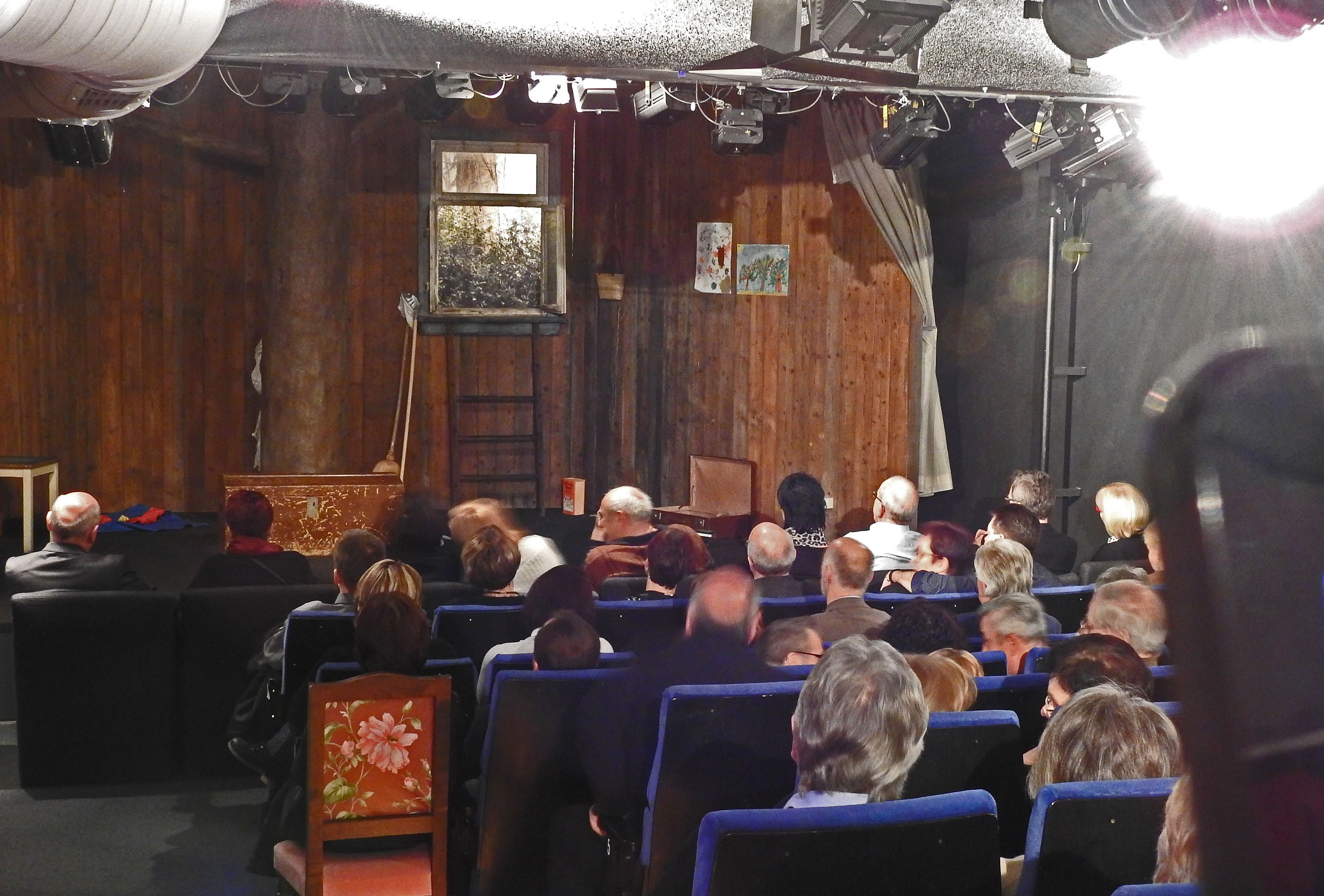
Blick vom Technikplatz aus übers Publikum auf die Bühne, auf der die Premiere von "Verliebt, verlobt, verschwunden" (von Stefan Vögel) gespielt wird

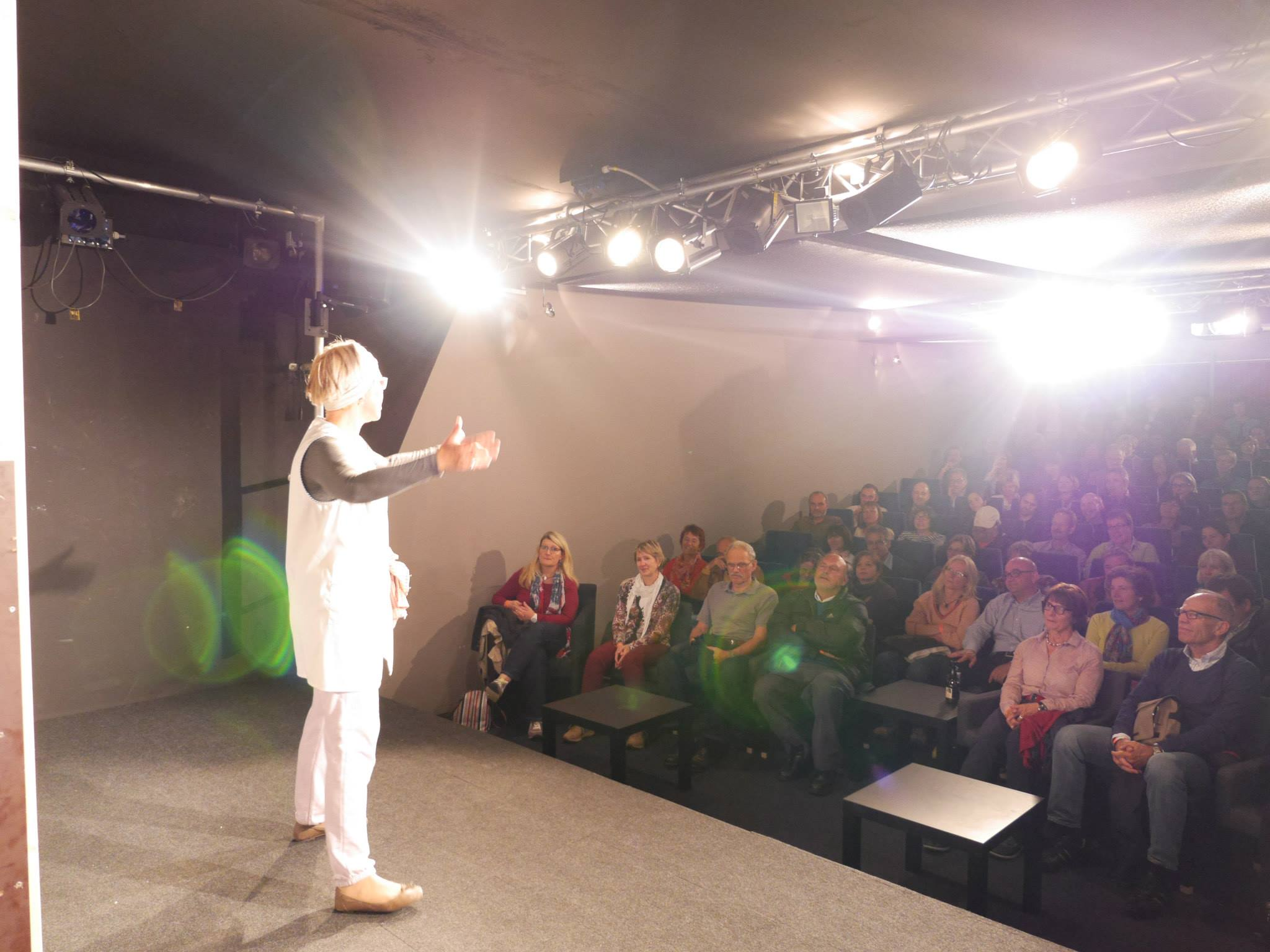
Riese spielt vor vollem Haus die „Luise Häberle“

Das Theater Neu-Ulm ist das einzige professionelle Theater in Neu-Ulm, geführt als Privattheater, in der Rechtsform GbR, Gesellschaft bürgerlichen Rechts. Das Theater Neu-Ulm ist Mitglied im Verband freie Darstellende Künste Bayern e. V.

## Allgemeines
Das Theater wurde 1994 von Claudia Riese und Heinz Koch in Berlin als Freie Bühne ohne festes Haus unter dem Namen AuGuSTheater (Abkürzung für Autonomes Goethe- und Schiller-Theater) gegründet. In den ersten beiden Jahren war das AuGuSTheater kooperierender Gast im Theater Ulm und hat dort an den spielfreien Tagen die Bühne des sogenannten Podium bespielt. Zusätzlich wurde getourt und überall gespielt, wo mindestens vier Quadratmeter Platz war. In der Spielzeit 1996/1997 wurde kooperiert mit dem in Ulm ansässigen dansarts balletcentrum, wo an den Wochenenden gespielt wurde.
Seit 1997 hat das Theater in Neu-Ulm eine feste Spielstätte. Zunächst residierte die Bühne im um 1900 gebauten Konzertsaal, der lange der einzige größere Versammlungsraum in Neu-Ulm gewesen ist, als Kino diente oder als Ort politischer Veranstaltungen, für Rock-Konzerte und vieles mehr. Seit mehr als 30 Jahren wurde dort professionell Theater gespielt, 15 Jahre davon war hier das AuGuSTheater Neu-Ulm zu Hause. Zum 30. Juni 2012 wurde das Pachtverhältnis vorfristig gekündigt, weil das Gebäude nicht mehr den Bestimmungen der Versammlungsstättenverordnung entsprach. Ein Renovieren wäre aus Sicht des privaten Investors, der das Gebäude Ende 2011 gekauft hat, so teuer geworden, dass künstlerische Betriebe und kulturelle Organisationen die Mieten nicht mehr hätten zahlen können. So gab es zwar Protest in der Stadt, der aber verhinderte nicht den Abriss. Mitte 2014 sind im neuen Gebäude ein Café und Wohnungen bezugsfertig. Das Theater hat als Theater Neu-Ulm seit dem 21. September 2012 seine neue Spielstätte 170 Meter weiter in der Hermann-Köhl-Straße (Ecke Schützenstraße).
Bis Ende 2017 war das Theater Mitglied im Deutschen Bühnenverein, Gruppe Privattheater. Da sie sich mehr als freie Theatermacher verstehen, sind "Riese & Ko" aus dem Bühnenverein ausgetreten und haben sich dem "Verband Freie Darstellende Künste" angeschlossen. Es werden zwar die aktuellen Werke zeitgenössischer Autoren aufgeführt, aber ein hoher Prozentsatz des En-suite-Spielbetriebs sind Eigenproduktionen, die anders als von einem Autor geschriebene Spielvorlagen durch gemeinschaftliches Entwickeln von Szenen und Abläufen (Improvisieren, Ausprobieren, Fixieren) entstehen. Da in dieser Produktionsweise Rollen den Darstellern auf den Leib geschrieben werden (einschließlich eventueller Gesangsparts), und da die Texte auf ganz aktuelle Entwicklungen und zur Zeit diskutierte Themen reagieren sowie regionale Gegebenheiten einbeziehen können, entstehen Werke, die das Publikum direkt angehen und deshalb besonders goutiert werden. Ein Erfolg dieser Arbeit: ein dotierter Sonderpreis der siebenköpfigen Jury für die Eigenproduktion Helden auf dem Abstellgleis bei den 29. Bayerischen Theatertagen 2011 in Bamberg.

## Künstlerische Besonderheiten
- Chaos-Lesen – eine vom Theater Neu-Ulm kreierte, ureigene Variante des Poetry-Slam (mit Dichter, aber ohne -Wettstreit), ein die Lachmuskeln strapazierendes, aber auch den Verstand anregendes Format mit etlichen unkonventionellen Spiel-Ideen.
- Theatersport – Das Theater Neu-Ulm hat in der Region das Improvisationstheater initiiert.
- Ohne Netz… – Das ist eine Reihe, mit der Theater aktuelle gesellschaftliche Themen auf die Bretter bringen kann, zu denen es (noch) keine Stücke gibt. Es gab „Ohne Netz…arm“, „Ohne Netz…sterben“, „Ohne Netz…krank“ oder auch „Ohne Netz…Knast“. An dem Abend zum Beispiel wurde mit Theatermitteln der Komplex „Strafprozess und Strafvollzug“ früher und heute in informativen Texten und bewegenden Originaldokumenten thematisiert. Mütter von Gefangenen waren auf der Bühne, Strafgefangene, ein Leiter einer Justizvollzugsanstalt, Texte zu Schuld und Sühne wurden gesprochen.
- Yesterday – Eine andere Reihe befasst sich mit historischen Daten und Geschehen, zum Beispiel „Der 9. November“, der im 20. Jahrhundert vier Mal ein besonderes Datum war: 1918 dankte der deutsche Kaiser ab, 1923 war der Marsch auf die Feldherrnhalle in München, 1938 war die Pogromnacht und 1989 fiel die Mauer.
- Theater im Kopf – Im Jahre 1997 startete das Theater eine Initiative Theater auf Krankenschein.
- Erzähltheater – Das Theater Neu-Ulm pflegt besonders die seit wenigen Jahren wieder aufblühende Form des Erzähltheaters mit Stücken wie „Aufzeichnungen aus dem Kellerloch“ (Fjodor Dostojewski), „Salzwasser“ und „Port Authority“ (Conor McPherson), „Kelly-Briefe“ (Wolf Wondratschek), „Executor 14“ (Adel Hakim), „Die Frau seines Lebens“ (Boris Pfeiffer, Felix Huby), „Sex - aber mit Vergnügen“ (Franca Rame,  Dario Fo, Jacopo Fo), „Der Alleinunterhalter“ (Fitzgerald Kusz), „Der Ansager einer Stripteasenummer gibt nicht auf“ (Bodo Kirchhoff), „Novecento“ (Alessandro Baricco) und anderen.
- Fachberatung – Das Theater Neu-Ulm verantwortete ein Jahr lang im neu errichteten Begabtenstützpunkt für schwäbische Gymnasiasten am Lessing-Gymnasium Neu-Ulm im Kurs „Theater - schreiben, inszenieren, spielen“ die künstlerische Seite. Da es bislang kein Vorbild für diesen Kurs gab, entwickelte das Theater in enger Kooperation mit den Schulverantwortlichen das Projekt. Der Kurs lief erstmals im Schuljahr 2010/2011 als Pilotprojekt.

## Sonstige Daten

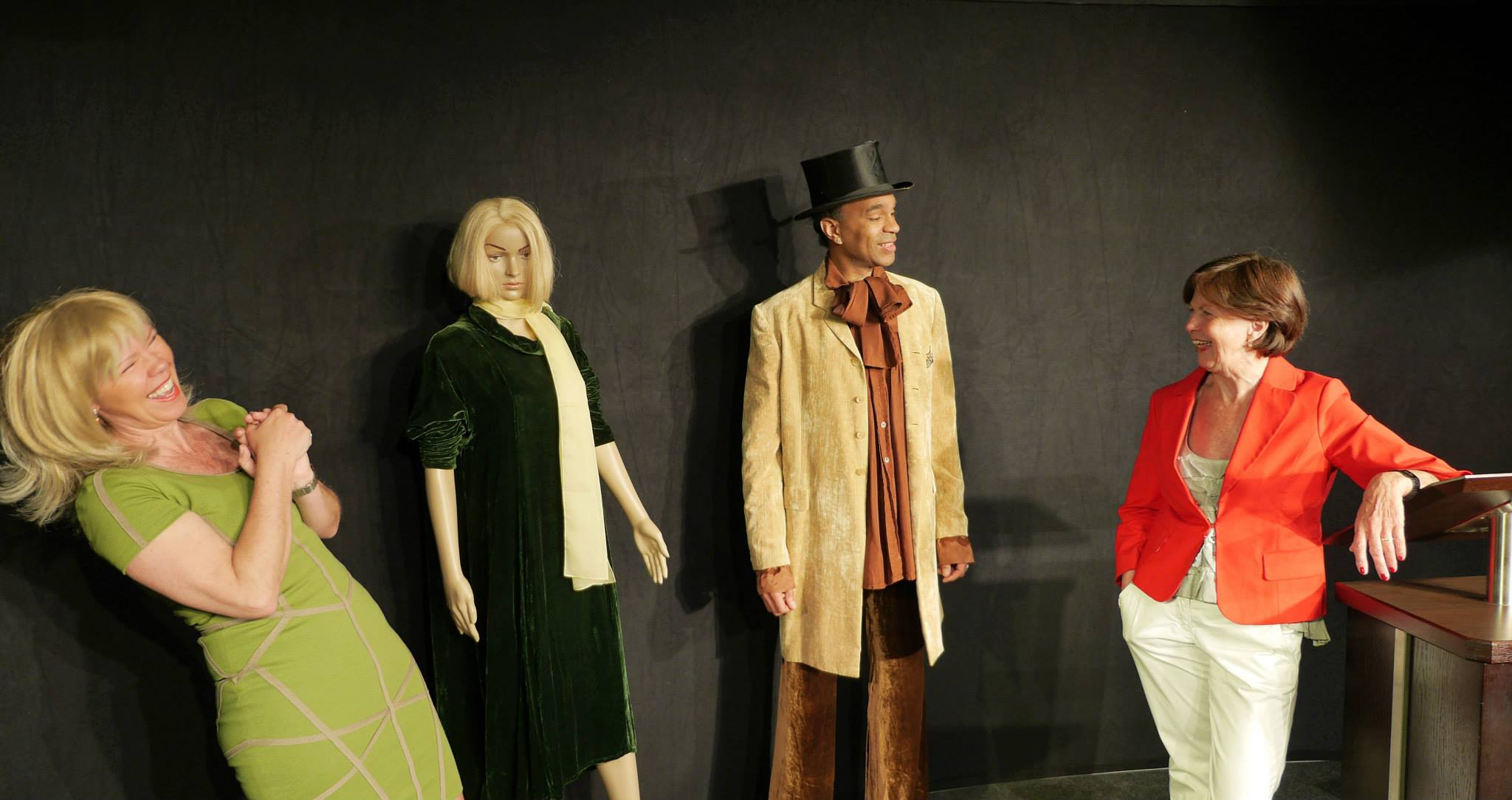
Szenenfoto zu Das Klassentreffen. Geschichten, die das Leben schrieb

- Leitung (paritätisch): Claudia Riese und Heinz Koch.
- Es finden ca. 110 Aufführungen pro Jahr statt. Die Besucherzahl liegt bei knapp 7.000 pro Jahr.
- Es wird regelmäßig an 48 Wochenenden gespielt: donnerstags, freitags und samstags. Dazu gibt es Freilichttheater, Schülervorstellungen morgens (zum Beispiel Friedrich Schillers Räuber oder "Miriam ganz in Schwarz" und "Klamms Krieg").
- Das Theater hat kein festes Ensemble, sondern engagiert für seine Bühnenproduktionen Schauspieler, Sänger, Tänzer und Musiker sowie Regisseure und musikalische Leiter je nach Bedarf.
- Der Spielplan enthält zeitgenössisches Sprechtheater und Musicals (Liederabende à la Wittenbrink), "Heute Abend: Lola Blau" von Georg Kreisler, "Machos, Memmen und Mimosen", "Schixen in the City" und andere.